# Manuel María Negueruela Mendi
Manuel María Negueruela y Mendi, nació en Navarrete el 2 de febrero de 1811. Estudió humanidades y filosofía en el Colegio de San Buenaventura de Santo Domingo de la Calzada.

## Trayectoria
En la Universidad literaria de Valladolid siguió siete cursos de teología y dos de Derecho Canónico, concluyendo las dos carreras con arreglo al plan de estudios entonces vigente; además estudió lengua hebrea y jurisprudencia civil.  En 1828 recibió los grados de Bachiller en Artes y en 1829 de Filosofía y Teología; y en 1832 y 1833 los de Licenciado y Doctor en Teología, aprobándolos todos “Némine discrepante”.
Fue teólogo clásico en la Academia de la Universidad de Valladolid, presidiendo gran número de certámenes públicos confiriéndosele el cargo de vicemoderante en Cánones. El 15 de agosto de 1833 obtuvo la Cátedra de Instituciones Filosófica desempeñándolo hasta 1836.
En 1840 fue nombrado por el gobernador eclesiástico de Calahorra, catedrático de Teología dogmática en el Seminario Conciliar de Logroño, del que también fue vicerrector. Cesó en estos cargos el 13 de marzo de 1848 al ser nombrado por la Reina Isabel II catedrático de Religión y Moral de la Universidad de Valladolid.
En tres témporas consecutivas de 1844 recibió los Sagrados órdenes de Subdiácono, Diácono y Presbítero.
De su perfil intelectual, destaca, por ejemplo, la traducción que hizo del libro “Historia del Concilio de Trento” de Storza Pallavicina, publicado por imp. Martín Alegría en 1846 (Madrid). 
Igualmente, el 10 de octubre de 1853 tomó posesión de su puesto como Académico de la Real Academia de Bellas Artes de Valladolid (formada entonces por 24 miembros: 20 académicos, 1 presidente y 3 consiliarios).
El 30 de enero de 1850 el Ilmo. Sr. Nuncio de S.S. le nombró teólogo consultor y examinador de la Nunciatura apostólica.
Ese mismo año obtuvo por oposición la prebenda de Canónigo Penitenciario de la Catedral de Valladolid cargo que desempeñó desde el 19 de febrero  hasta el 29 de marzo de 1859 en que fue nombrado Arzobispo de Cuba por el Papa Pío IX.
Fue consagrado el día 30 de noviembre de dicho año en Madrid por el nuncio de S.S. Barillia e hizo la entrada en la capital de su diócesis el 8 de marzo de 1860, y ese mismo día publicó y distribuyó su primera carta pastoral como Arzobispo de Cuba.
Fue igualmente Primado de las Indias, Consejero de S.M. la Reina Isabel II y el 7 de diciembre de 1859 se le nombró Caballero Gran Cruz de la Real Orden de Isabel La Católica, previa aprobación del Consejo de Ministros. 
Falleció en Santiago de Cuba el 29 de junio de 1861,  tras una rápida enfermedad, siendo enterrado en la Iglesia Catedral de esta ciudad.